# Jerzy Jarocki
Jerzy Jarocki est un metteur en scène de théâtre, pédagogue, traducteur et dramaturge polonais né le 11 mai 1929 à Varsovie et mort le 10 octobre 2012 dans la même ville. 
Il est décrit comme « l'un des plus importants metteurs en scène du théâtre polonais d'après-guerre ».
Dans les années 1961-1998, il est le metteur en scène du Théâtre Stary, et depuis 2003, il est également lié au Théâtre national de Varsovie. Il est professeur à l'École nationale supérieure de théâtre Ludwik-Solski et membre de l'Académie polonaise des arts et sciences.